# Соснівка (Самбірський район)
Сосні́вка (МФА: [soˈsɲiu̯kɐ] ( прослухати); колишня назва — Нанчілка Мала, Нанчулова Воля) — село в Україні, у Самбірському районі Львівської області. Населення становить 180 осіб. Орган місцевого самоврядування — Старосамбірська міська рада.
У 1928 році в селі проживало 260 осіб, у тому числі 25 євреїв.

## Відомі мешканці

### Народились
- Сендак Михайло Дмитрович — голова Львівської обласної ради.